# Bella Reese
Bella Reese (North Haven, Connecticut; 21 de julio de 1987) es una actriz pornográfica estadounidense.

## Biografía
Bella Reese nació en julio de 1987 en North Haven, pueblo ubicado en el condado de New Haven en el estado estadounidense de Connecticut, en una familia de ascendencia italiana. Antes de ser actriz porno, trabajó como bailarina en diversos clubes de Las Vegas (Nevada).
Entró en la industria pornográfica en 2009, a los 22 años. Como actriz, ha trabajado en películas de productoras como Evil Angel, Bang Bros, New Sensations, Jules Jordan Video, Brazzers o Vivid, entre otras.
Algunos títulos de su filmografía son Anally Corrupted, Back Room MILF 11, Big Tit Jack Off, Church of Bootyism 2, Duke Fuckem, Hot and Mean 4, I Know That Girl 3, Tight Anal Sluts o U.S. Sluts 3.
Como actriz, ha rodado más de 110 películas.